# Hipònic III
Hipònic III (en llatí Hipponicus, en grec antic Ἱππόνικος) era un militar atenenc fill de Càl·lies II i d'Elpinice, filla de Milcíades el Jove. Formava part de la família dels Càl·lies-Hipònic. Va viure al segle v aC.
Va dirigir juntament amb Eurimedó d'Atenes, l'expedició a Tanagra el 426 aC durant la guerra del Peloponès. Va morir en la batalla de Dèlion l'any 424 aC, on era un dels estrategs. Pèricles es va casar amb la seva dona de la que s'havia divorciat, segons diu Plutarc. La seva filla Hipareta es va casar amb Alcibíades i va tenir una dot de 10 talents, la més gran, segons Andòcides, que s'havia vist mai. Una altra filla d'Hipònic es va casar amb Teodor i va ser la mare d'Isòcrates d'Atenes, l'orador.
Al filòsof Hermògenes se'l fa fill d'aquest Hipònic i germà de Càl·lies III, i es diu que no va heretar res de les propietats del seu pare. Xenofont comenta la seva pobresa extrema, i se suposa que devia de ser un νόθος (bastard).
Claudi Elià explica una anècdota d'Hipònic. Diu que va voler erigir una estàtua en honor de la seva ciutat i algú li va aconsellar que l'encarregués a Policlet. Va contestar que no volia una estàtua d'aquest escultor perquè la glòria seria no pel que la oferia sinó pel qui la va fabricar, i va afegir que tothom admirava l'art de Policlet i no pas a ell.